# Kim Kwang-sun
Kim Kwang-sun (kor. 김광선; ur. 8 czerwca 1964 w Cheongwon) – południowokoreański bokser wagi papierowej i muszej. W 1988 roku na letnich igrzyskach olimpijskich w Seulu zdobył złoty medal w kategorii muszej. W latach 1990–1993 stoczył 9 walk zawodowych w kategorii papierowej.